# 1422 w literaturze
Wydarzenia literackie w 1422 roku.

## Urodzili się
- William Caxton – angielski wydawca (data niepewna)